# Temblador (Libertador)
Temblador est le chef-lieu de la municipalité de Libertador dans l'État de Monagas au Venezuela. Autour de la ville s'articule la division territoriale et statistique de Capitale Libertador.

## Festivités.
Dans la localité, les Carnavals ont lieu en février ou mars.